# Mystacides alafimbriatus
Mystacides alafimbriatus là một loài Trichoptera trong họ Leptoceridae. Chúng phân bố ở miền Tân bắc.